# キルヒハイム・アム・ネッカー
キルヒハイム・アム・ネッカー (ドイツ語: Kirchheim am Neckar) はドイツ連邦共和国バーデン＝ヴュルテンベルク州ルートヴィヒスブルク郡に属す町村（以下、本項では便宜上「町」と記述する）である。この町はシュトゥットガルト地域（1992年まではミットレラー・ネッカー地域）およびシュトゥットガルト大都市圏周縁地域に含まれる。

## 地理

### 位置
キルヒハイム・アム・ネッカーは、ネッカー川に面している。ネッカー川はかつて、この町を回り込むように蛇行していた。その旧川筋の一部をミュールバッハ川が流れている。ハイルブロンは北東に直線距離で約 12 km、郡庁所在地ルートヴィヒスブルクは南に約 17 km の距離にある。

### 隣接する市町村
この町に隣接する市町村は、北西にブラッケンハイム、北から北東にかけてラウフェン・アム・ネッカー、北東にネッカーヴェストハイムがある。これら市町村はいずれもハイルブロン郡に属している。ルートヴィヒスブルク郡内で隣接する市町村は、南東にゲムリヒハイム、南にヴァルハイム、西にベニヒハイムがある。

### 自治体の構成
自治体キルヒハイム・アム・ネッカーには、キルヒハイム・アム・ネッカー集落とレーマーホーフ農場が属している。

### 土地利用
| 土地用途別面積     | 面積 (km2) | 占有率 |
| ------------------ | ---------- | ------ |
| 住宅地および空き地 | 0.63       | 7.4 %  |
| 産業用地           | 0.35       | 4.1 %  |
| レジャー用地       | 0.06       | 0.8 %  |
| 交通用地           | 0.75       | 8.8 %  |
| 農業用地           | 5.73       | 67.2 % |
| 森林               | 0.33       | 3.9 %  |
| 水域               | 0.41       | 4.9 %  |
| その他の用地       | 0.26       | 3.1 %  |
| 合計               | 8.52       |        |

州統計局の2018年12月31日現在のデータによる。

## 歴史
キルヒハイム・アム・ネッカーは1003年に初めてハインリヒ2世王の文書に記録されている。キルヒハイムは帝国村落の地位にあった。住民は隷属農民ではなく、賦役を免除されていた。皇帝の権力が失墜するとともにキルヒハイムは隣接する貴族の野心の的となり、1400年頃にヴュルテンベルク伯の保護下に入った。エーバーハルト5世伯は1477年に、年貢の支払いに関する特許状でキルヒハイムの権利を認めている。この集落は1683年に市場開催権を得た。キルヒハイムは1803年までアムト・ブラッケンハイムに編入されていた。ヴュルテンベルク王国成立後、1808年にオーバーアムト・ベージヒハイムに属した。1938年、ナチ時代のヴュルテンベルクの地域再編によりキルヒハイムはルートヴィヒスブルク郡に属すこととなった。

## 住民

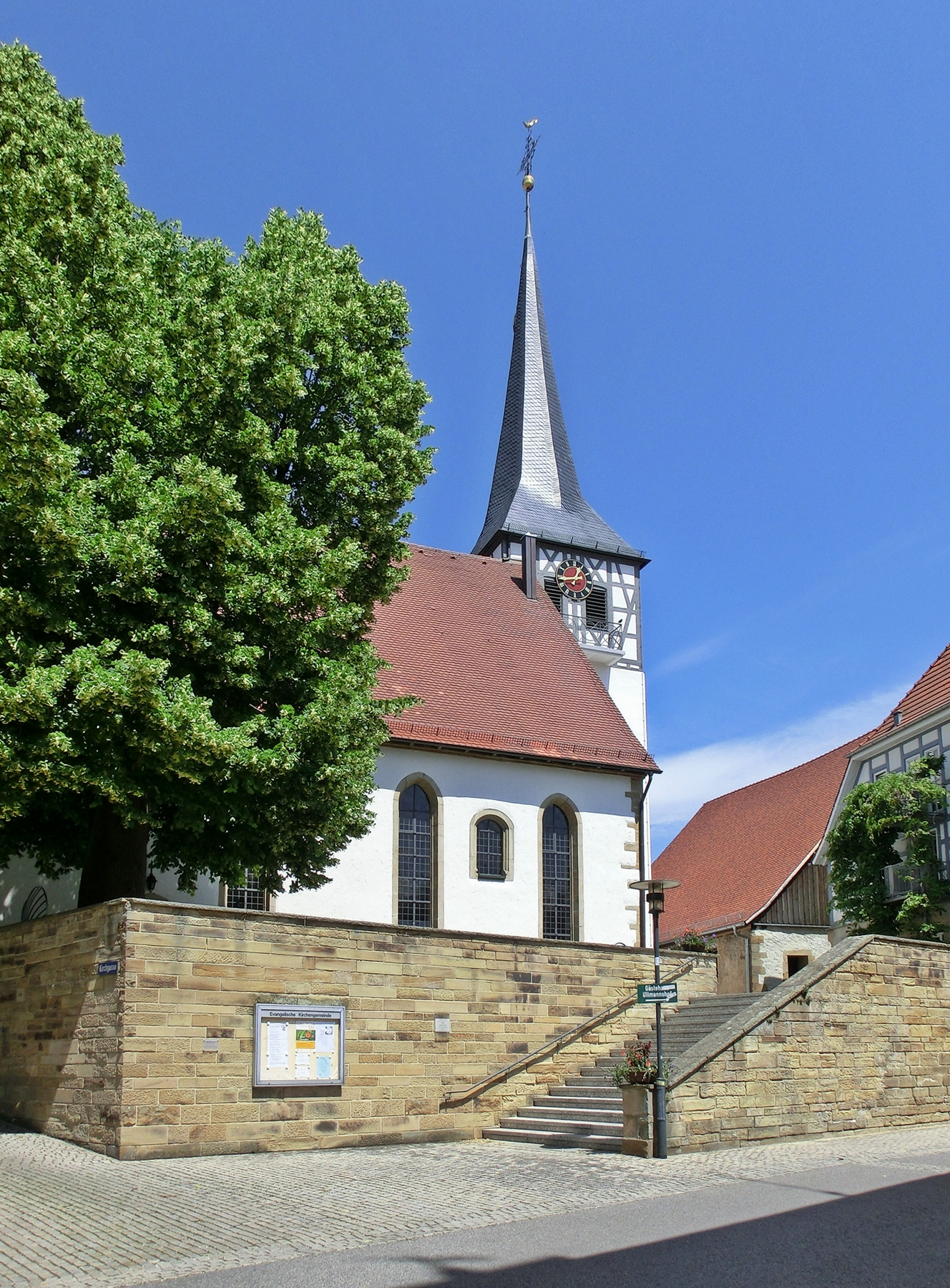
プロテスタントの聖マウリティウス教会

### 宗教
16世紀に宗教改革がなされて以後、キルヒハイムは主にプロテスタントの町であった。しかし現在では、福音主義のマウリティウス教会の他に、ローマ＝カトリックのマリエン教会がある。これに対して、クリストリヒェ・ツェントルム・キルヒハイムは、自由教会プフィングストゲマインデ連合に属している。こうした教会の他に、モスクもある。

### 人口構成
キルヒハイム・アム・ネッカーは移住者の比率が高い。2018年現在の外国人出身者が占める割合は 25.0 % である。

## 行政

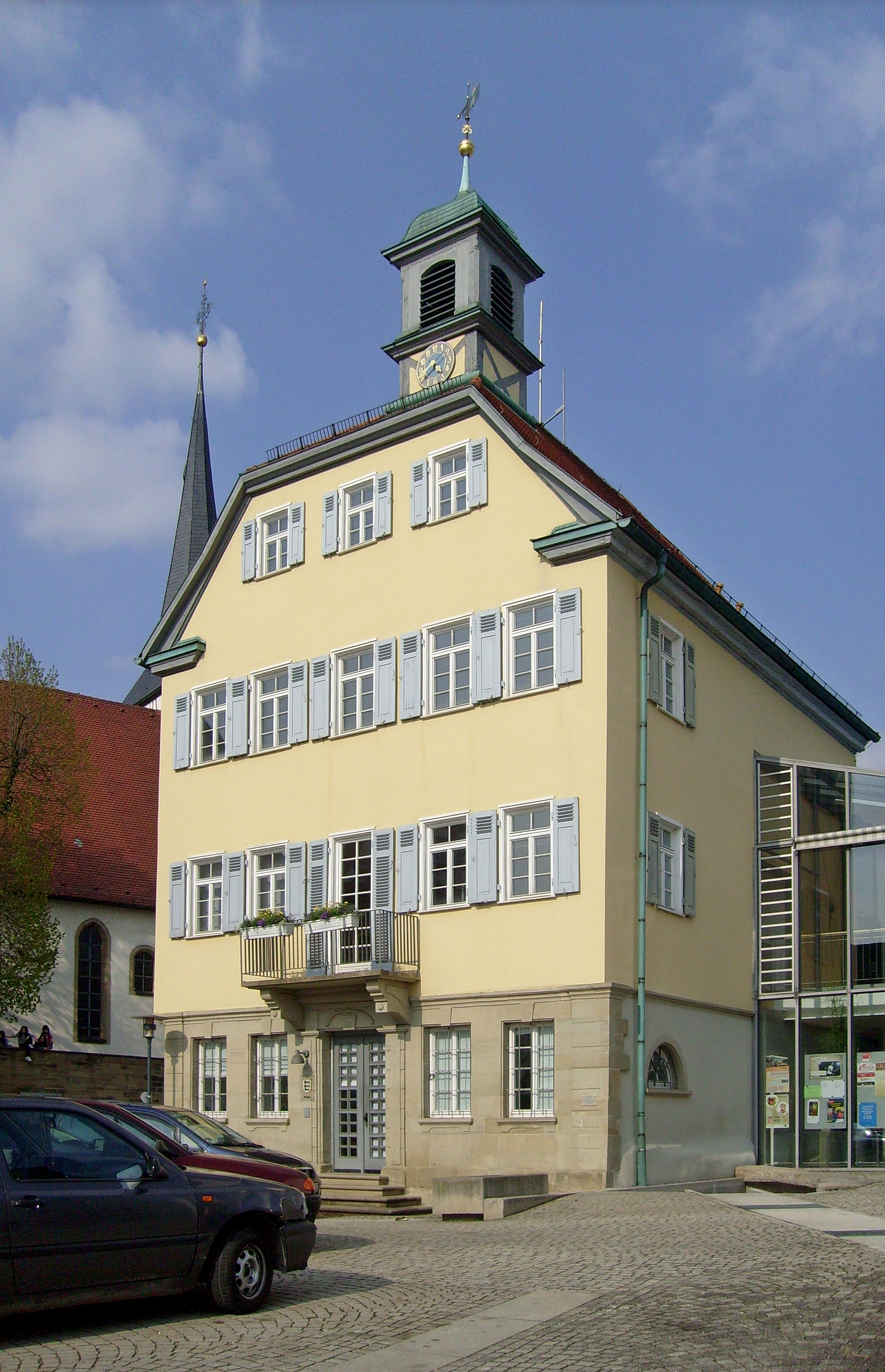
キルヒハイム・アム・ネッカーの町役場

### 議会
キルヒハイムの町議会議員は、14議席である。町議会は、この選出された名誉職の議員と、議長を務める町長からなる。町長は議会で投票権を有している。

### 紋章と旗
この町の紋章は青地で、1本の塔と屋根の上の小塔を持つ銀色の教会が描かれている。町の旗は白 - 青である。紋章と旗は1966年4月18日に認可された。

### 姉妹自治体
キルヒハイム・アム・ネッカーは、以下の町と姉妹自治体関係にある
- ピオラン（フランス語版、英語版）（フランス、ヴォクリューズ県）
- キルヒハイム（ドイツ、テューリンゲン州）2019年1月1日からアムト・ヴァハゼンドルフ（ドイツ語版、英語版）に編入された。
- ピリシュチャバ（ハンガリー語版、英語版）（ハンガリー、ブダペスト大都市圏（英語版））

### 援助・補助関係
1986年にズデーテン地方のシェーンヘングストガウのシュタンゲンドルフから追放されたドイツ人に対する援助・補助関係を結んだ。

## 文化と見所
キルヒハイムは、多くの見所が点在するヴュルテンベルク・ワイン街道沿いに位置している。

## 経済と社会資本
キルヒハイムは、ヴュルテンベルク・ワイン地区のヴュルテンベルク・ウンターラント地域シャルクシュタイン大地区に属すワインの産地である。

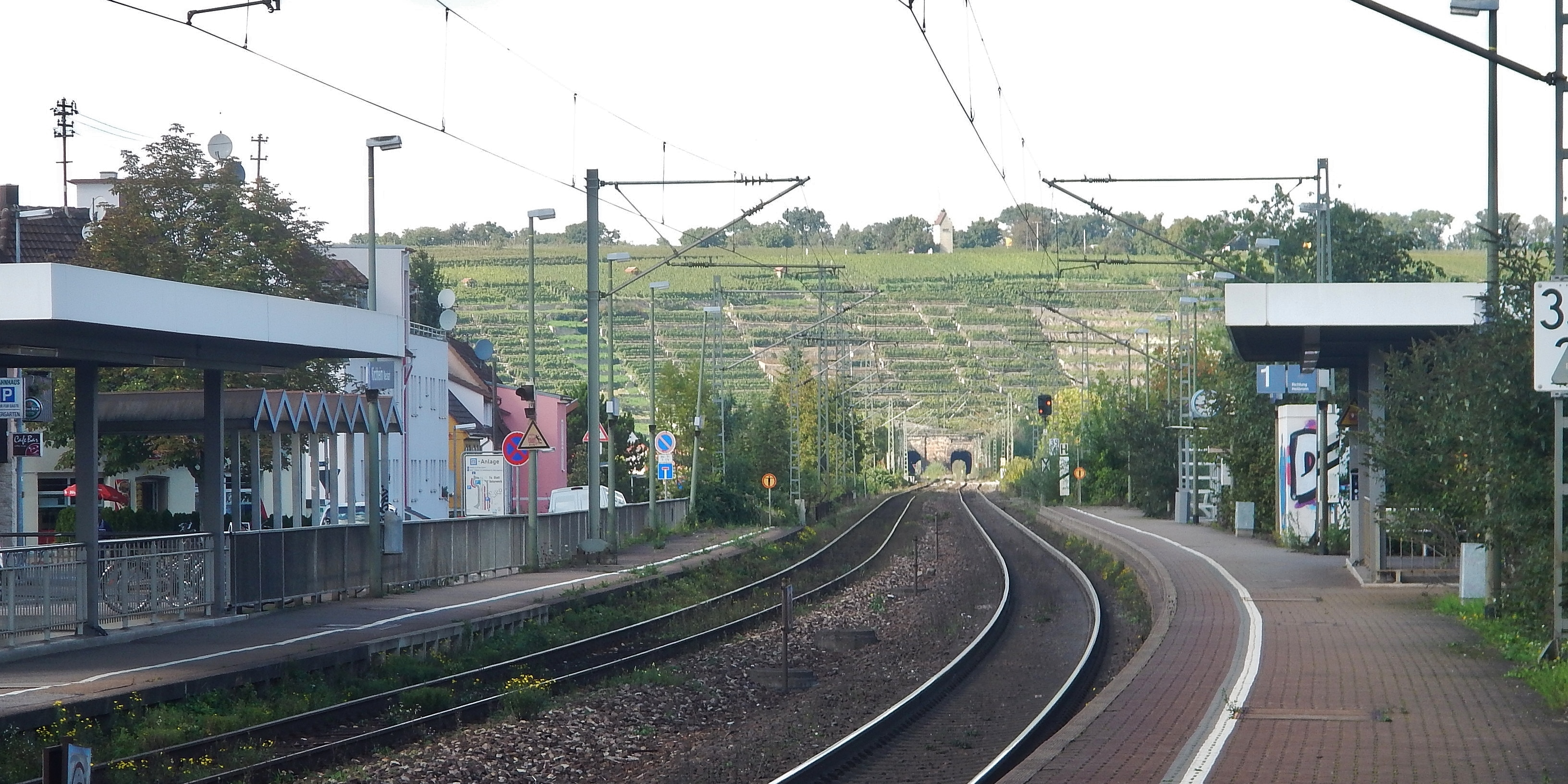
キルヒハイムの駅とブドウ畑

### 交通
この町は、連邦アウトバーン A81号線のムンデルスハイム・インターチェンジによってアウトバーン網に接続している。町内を連邦道 B27号線が通っている。
この町はフランケン鉄道（シュトゥットガルト - ヴュルツブルク）沿線にあり、キルヒハイム（ネッカー）駅がある。およそ30分間隔でシュトゥットガルト方面およびハイルブロン方面へのレギオナルバーンの列車が発着する。バスは、ベニヒハイム行き、ゲムリヒハイム行き、ヴァルハイム行き、ベージヒハイム行きがある。
船でキルヒハイムに行くことも可能である。ネッカー旅客船交通は、駅の下に船着き場を有している。

### 教育
この町には、ヴェルクレアルシューレ課程を有する基礎課程・本課程学校が1校（シューレ・アウフ・デム・ライエルン）ある。この他に、町営幼稚園が2園、福音主義教会の幼稚園が2園、カトリック教会の幼稚園が1園ある。

## 訳注
1. ↑  "ヴェルクレアルシューレ (ドイツ語: Werkrealschule) は、ドイツ内でもバーデン＝ヴュルテンベルク州特有の学校形態で、本課程学校の第9または第10学年修了の生徒から選抜で第10学年以降の中等教育クラスに進学できる制度およびその課程